# Tadeusz Orłowski (lekarz)

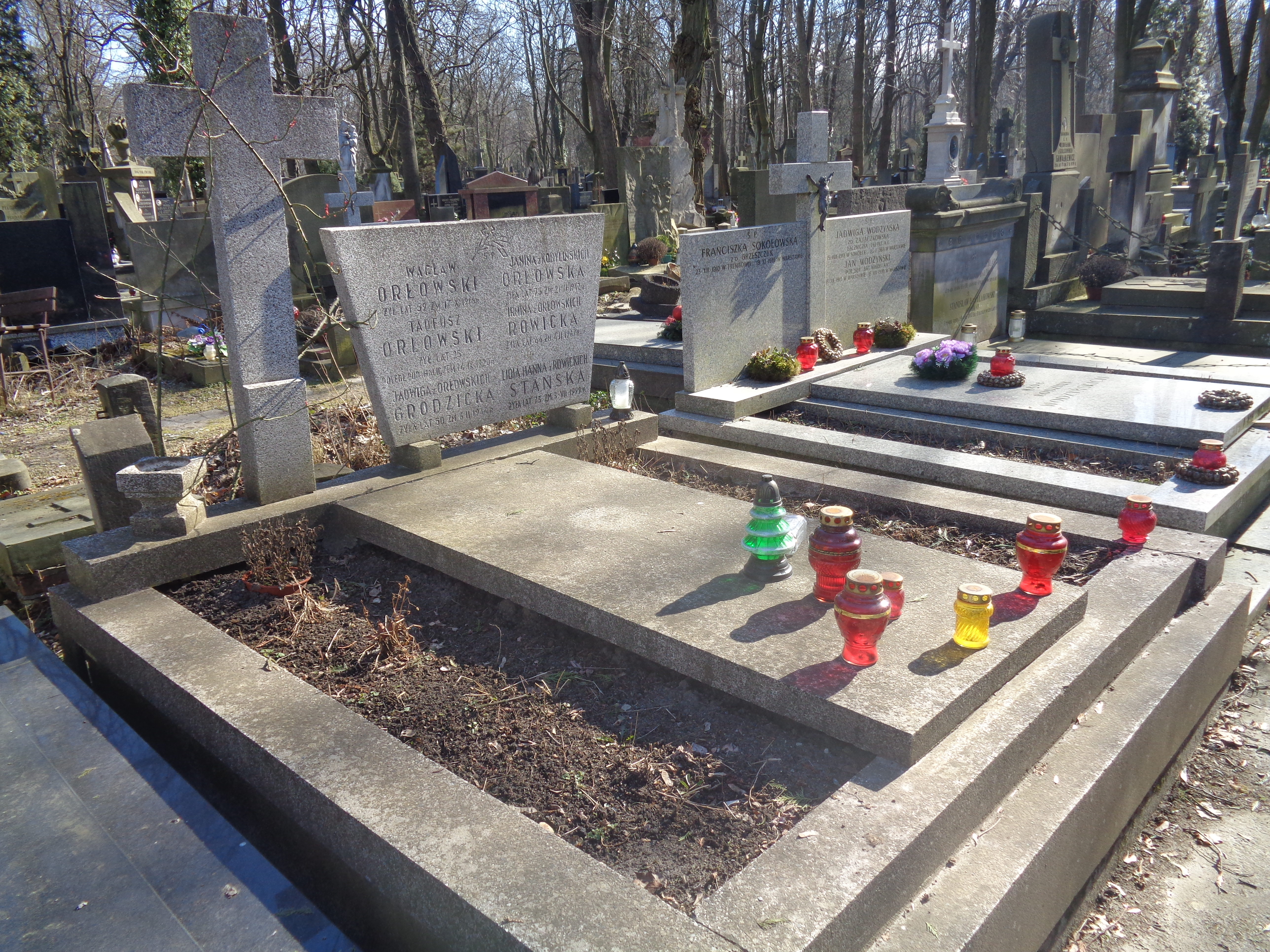
Grób Tadeusza Orłowskiego na cmentarzu Powązkowskim w Warszawie

Tadeusz Orłowski (ur. 13 września 1917 w Kazaniu, zm. 30 lipca 2008 w Warszawie) – polski wspinacz, pionier polskiej transplantologii, internista, nefrolog, członek rzeczywisty Polskiej Akademii Nauk. 

## Życiorys
Syn Witolda Eugeniusza, lekarza internisty, bratanek Zenona lekarza, balneologa. Po maturze zapisał się zgodnie z tradycją rodzinną na Wydział Medyczny Uniwersytetu Warszawskiego. Dyplom lekarza otrzymał w 1943 na tymże Wydziale tajnego Uniwersytetu Warszawskiego. W latach 1945–48 był starszym asystentem, następnie  1948–52 adiunktem, 1952–62 docentem i od 1962 został profesorem zwyczajnym Akademii Medycznej w Warszawie, członkiem Prezydium PAN w latach 1969–1980, 1984–1989. W 1966 wraz z Janem Nielubowiczem dokonał pierwszego udanego przeszczepienia nerki od zmarłego dawcy.
Po raz pierwszy poszedł w Tatry w 1936 roku, po maturze. Po raz ostatni − w 1980 roku. Wytyczył liczne nowe drogi w Tatrach, przełomowe dla rozwoju taternictwa; w szczególności pierwsze przejście Żlebu Drège'a, komina Świerza i północno-zachodniej ściany Galerii Gankowej. To ostatnie przejście było uznawane za najtrudniejszą drogę okresu międzywojennego w Tatrach. Przeszedł drogi wspinaczkowe w Alpach i górach Wietnamu. Pełnił funkcję redaktora czasopisma „Taternik” od 1940 do 1945. Był pełniącym obowiązki prezesa Klubu Wysokogórskiego od 1957 do 1958.
Pochowany na cmentarzu Powązkowskim w Warszawie.

## Odznaczenia i wyróżnienia
- 28 października 1955 będąc pracownikiem Szpitala Polskiego Czerwonego Krzyża w Koreańskiej Republice Ludowo-Demokratycznej, uchwałą Rady Państwa został odznaczony Krzyżem Kawalerskim Orderu Odrodzenia Polski za ofiarną pracę w służbie zdrowia[4].
- 19 września 1997 postanowieniem prezydenta Aleksandra Kwaśniewskiego w uznaniu wybitnych zasług w działalności naukowej oraz za osiągnięcia w pracy na rzecz ochrony zdrowia został odznaczony Krzyżem Wielkim Orderu Odrodzenia Polski[5].
- Warszawski Krzyż Powstańczy[6]
- Doktor honoris causa Warszawskiego Uniwersytetu Medycznego (1999)
- Doktor honoris causa Collegium Medicum Uniwersytetu Jagiellońskiego
- Nagroda im. Brajana Chlebowskiego (27 stycznia 2006 za pionierski, udany przeszczep nerki w 1966)